# Тосу
Тосу (яп. 鳥栖市 Тосу-си) — город в Японии, находящийся в префектуре Сага. Площадь города составляет 71,73 км², население — 72 125 человек (1 августа 2014), плотность населения — 1005,51 чел./км².

## Географическое положение
Город расположен на острове Кюсю в префектуре Сага региона Кюсю. С ним граничат города Куруме, Огори, Тикусино и посёлки Накагава, Кияма, Мияки.

## Население
Население города составляет 72 125 человек (1 августа 2014), а плотность — 1005,51 чел./км². Изменение численности населения с 1980 по 2005 годы:
| 1980 | 54 254 чел. |  |
| 1985 | 55 791 чел. |  |
| 1990 | 55 877 чел. |  |
| 1995 | 57 414 чел. |  |
| 2000 | 60 726 чел. |  |
| 2005 | 64 723 чел. |  |

## Символика
Деревом города считается Ilex rotunda, цветком — Iris ensata, птицей — Zosterops japonicus.